# Jean de Watteville
Pour les articles homonymes, voir Watteville.
Jean de Watteville (1618-1702) est un militaire, diplomate, homme politique et ecclésiastique franc-comtois qui a joué un rôle important dans l'histoire de la province au XVIIe siècle, notamment lors de la première conquête de la Franche-Comté par la France.
Issu d'une famille au service des Habsbourg qui sont alors maîtres de la Franche-Comté, il est en 1618 né à Milan où son père officier s'était marié. Il est d'abord soldat puis religieux avant de mener une vie aventureuse que la légende a amplifiée et déformée. Il revient en Franche-Comté en 1654 et est nommé abbé de Baume-les-Messieurs en 1659. Maître de requêtes au Parlement de Dole, il participe devant les menaces d'invasion française à des négociations avec la Suisse d'où est originaire sa famille. Après l'échec de ses missions diplomatiques, il choisit le parti de Louis XIV et soutient la conquête de la province en février 1668 par les armées du roi de France. La Comté reste cependant « espagnole » au Traité d'Aix-la-Chapelle (1668) et Jean de Watteville accusé de trahison doit fuir à Paris. "On lui reproche de n'avoir pas su empêcher, en 1672, le rattachement de la Franche-Comté, alors espagnole, à la France". Il rentre dans ses droits et dignités lors de l'annexion de la Franche-Comté au traité de Nimègue en 1678. Il mène alors et jusqu'à la fin de sa vie un train de grand seigneur épicurien qui dispose des revenus d'une des abbayes les plus riches de la province. Il a été inhumé dans l'église abbatiale de Baume-les-Messieurs où demeurent des éléments de son tombeau.
Il est le frère du baron de Watteville, diplomate au service de l'Espagne mort en 1670.

## La famille de Watteville
La généalogie des Watteville est parfois confuse et les sources divergent, nous suivons les informations du Dictionnaire historique de la Suisse mises à jour en 2012 . 
La lignée des Watteville ou Wattenville ou encore Vatteville (orthographe de Saint-Simon) dont le blason est « De gueules à trois demi-vols d'argent ») remonte à une famille noble de la ville de Berne en Suisse illustrée au début du XVIe siècle par Jacques de Wattenville (désigné en allemand Jakob von Wattenwyl) qui vécut de 1466 à 1525). Personnage influent de la République de Berne, sénateur, avoyer, banneret et homme de guerre, il commande les Bernois au siège de Dijon en 1513, combat contre les Français de François Ier dans le duché de Milan et participe à la négociation de la paix perpétuelle de Fribourg en 1516. Il est l'un des premiers champions de la Réforme à Berne. 

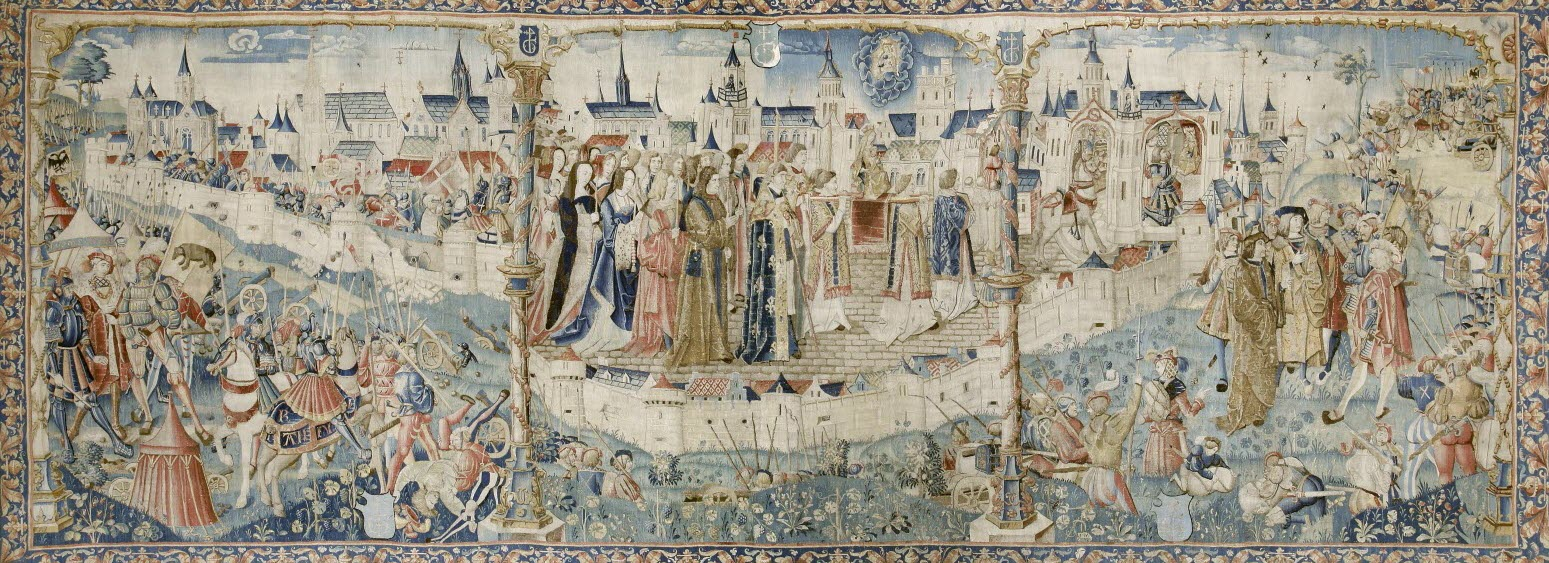
Le Siège de Dijon par les Suisses en 1513

- Son second fils Jean-Jacques de Watteville (Hans Jakob vonWattenwyl, 1506-1560), homme de guerre lui aussi, combat aux côtés des Français à Pavie en 1525 et est administrateur de la ville de Berne. Du parti de la Réforme protestante, il participe à  la « dispute de Lausanne » en 1536. Il devient le fondateur de la lignée franc-comtoise de Châteauvilain par son mariage en 1520 avec Rose de Chauvirey, héritière de son père Philibert, baron du lieu[5].
  - Son fils Nicolas de Watteville (1544-1610) quitte Berne et choisit le catholicisme pour épouser Anne de Joux (fille d'Adrien de Grammont : cf. Joux de Naisey), il se fixe à Chateauvilain (près de Bourg-de-Sirod dans le Jura) dont il devient le seigneur unique en rachetant les droits de la famille d'Anne de Poupet[6]. Gentilhomme de la Maison du roi d'Espagne qui règne alors en Franche-Comté, il a trois fils : 
    - Gérard de Joux de Watteville, marquis de Conflans (dont la descendance comporte entre autres Philippe-François de Watteville, puis à la génération suivante Anne-Marie, abbesse de Château-Chalon, et Charles-Emmanuel de Watteville, dont deux filles seront abbesses de Château-Chalon) ; Jean de Watteville, évêque de Lausanne († 1649) ;
    - et Pierre de Watteville (1571 ? - 1632), qui suit.

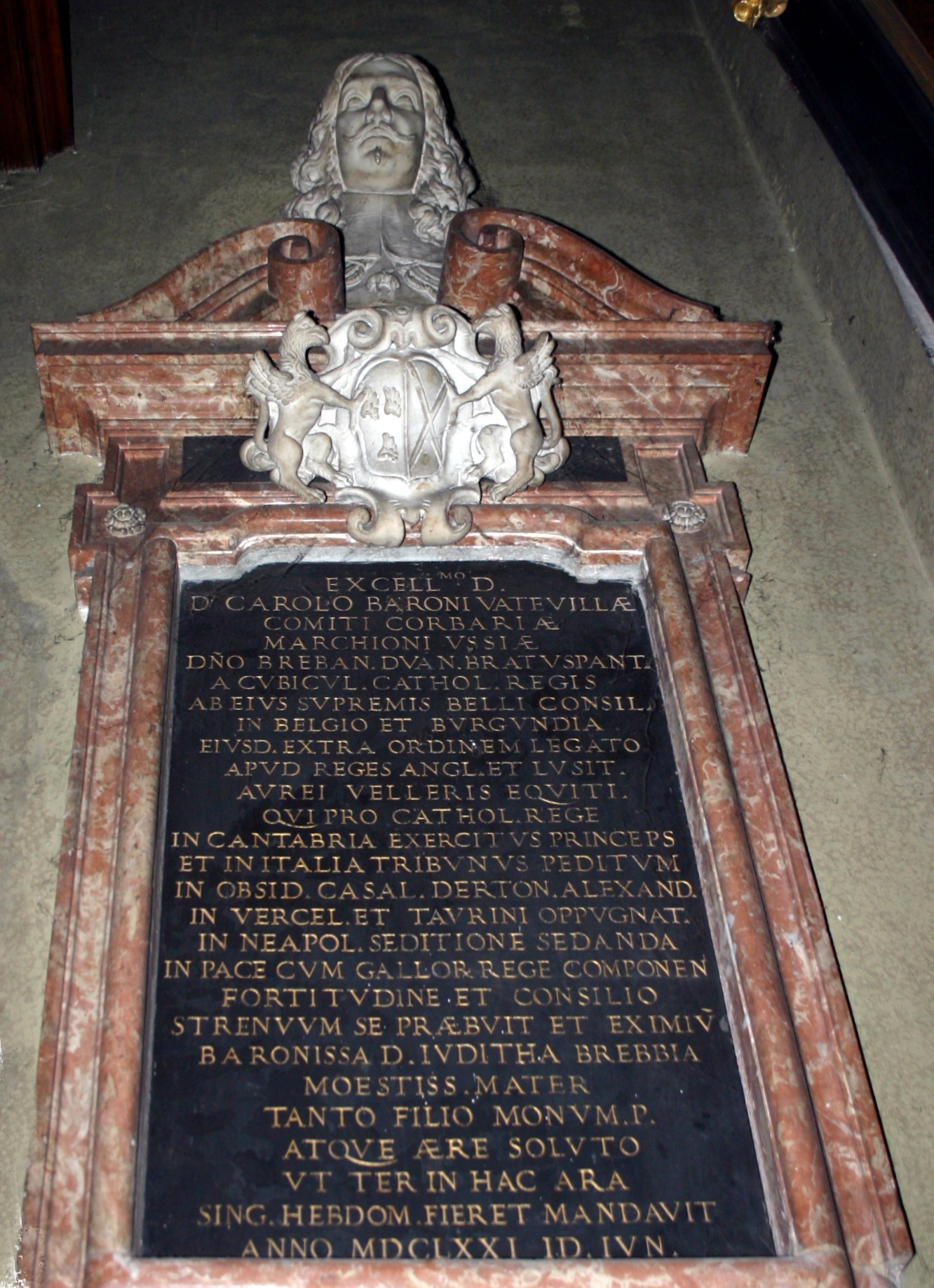
Monument dédié à Charles de Watteville par sa mère, 1671, Milan

Nommé aussi Batteville, Vatteville ou encore Batavila, Pierre de Watteville s'établit en Espagne (il est nommé parfois don Pedro) et fait une carrière militaire : il hérite de la baronnie de Courvières et épouse Giuditta de Brebbia, fille d'un sénateur de Milan dont il a deux fils : 
- Charles de Watteville (Don Carlos de Watteville) né à Chateauvilain en 1605 (en fait plutôt en 1615[7]) et mort à Lisbonne en 1670, désigné aussi « Baron de Batteville », militaire (maître de camp en 1647) et ambassadeur d'Espagne,
- et notre Jean de Watteville (1618-1702), abbé de Baume[8].

Sa famille a occupé des positions élevées en Suisse, dans l'empire des Habsbourg ou en France. Sa mère morte à Milan en 1682 était la baronne Giudita Brebbia (on connaît un portrait d'elle et le monument qu'elle a élevé en 1671 à la mémoire de son fils Charles dans l'église Santa Maria della Passionne de Milan). Son cousin Jean-Charles de Watteville resté au service de l'Espagne a été Lieutenant général et gouverneur de province (il est mort en 1699), et sa cousine Marie-Angélique de Watteville, morte en 1700, était abbesse de Château-Chalon.

## Vie aventureuse
La vie mouvementée de Jean de Watteville est en partie légendaire à la suite de la notice de Saint-Simon qui brode autour de faits pas toujours bien assurés.
Il est né à Milan le 1er novembre 1618 et a suivi l'exemple familial de son père et de son frère en entrant dans la carrière des armes au service de l'Espagne dans le cadre du Cercle de Bourgogne qui regroupe les possessions des Habsboug héritées de la maison de Bourgogne dont fait partie la Franche-Comté jusqu'en 1678 au traité de Nimègue. Les Watteville étaient barons et seigneurs de Châteauvilain, Foncine (-le-Haut, -le-Bas) et autres lieux non loin de Champagnole dans le département actuel du Jura. Il est d'abord employé dans le Milanais avec la fonction de maître de camp du régiment de Bourgogne en 1647-1649 et se distingue au siège de Crémone en 1648. Ayant tué en duel un gentilhomme espagnol, il se réfugie à Paris et choisit la voie ecclésiastique : il est ordonné prêtre en 1651/1652 et entre dans l'ordre des Capucins puis dans l'ordre des Chartreux à Bourg-Fontaine près de Villers-Cotterêts dans le département actuel de l'Aisne en Picardie (information incertaine), puis à la chartreuse de Bonlieu dans le Jura, près des terres de sa famille. 
La destinée romanesque de Jean de Watteville prend encore plus d'ampleur quand il s'évade de son couvent en tuant le prieur. Le lendemain il tue un officier dans une hôtellerie et fuit vers l'Espagne. À Perpignan il séduit la fille de son hôte avant de gagner Madrid et de mener une vie galante sous un nom d'emprunt. Une nouvelle fois il tue en duel un gentilhomme, fils d'un Grand d'Espagne, et doit de nouveau s'enfuir : il séduit alors une jeune fille noble dans un couvent où il s'est caché et rejoint Lisbonne avec elle. Tous deux s'embarquent alors pour Smyrne où la jeune femme succombe. Jean de Watteville s'engage alors dans les janissaires du Grand Turc : il devient musulman et obtient le poste de gouverneur de la Morée (le Péloponnèse) et vit comme un pacha. Menacé à la mort de son protecteur, il choisit de retourner en France : il livre la Morée aux Vénitiens alliés du pape Innocent X qui l'absout pour son apostasie et ses autres crimes en le relevant de ses vœux de moine chartreux en 1654 (les faits historiques ne concordent pas : la Morée n'est conquise par les Vénitiens qu'en 1699).

## L'homme de pouvoir et d'intrigues
Revenu à l'état de prêtrise et soutenu par son frère le baron de Batteville (don Carlos de Batavila) qui occupe de hautes fonctions à la cour d'Espagne, il est nommé abbé de l'abbaye de Baume-les-Messieurs en 1659 par le roi d'Espagne Philippe IV. La bulle papale du 13 novembre 1660 confirme cette nomination à la tête de l'une des plus riches abbayes de Franche-Comté. Il ne peut cependant pas accéder à la fonction d'archevêque de Besançon, peut-être à cause de sa proximité avec la cour de Louis XIV. Il est malgré tout successivement nommé coadjuteur de l'abbé de Luxeuil en 1660 (cassé en 1670 pour cause de trahison), doyen du chapitre de la cathédrale Saint-Jean de Besançon en 1664 et maître des requêtes au Parlement de Dole (conseiller maître aux requêtes ecclésiastiques ordinaires) en 1663 (nomination effective en 1666. Privé de ses possessions après son procès à Bruxelles pour trahison en 1670/71, il reçoit en compensation du roi de France la riche abbaye de Saint-Josse en Picardie.
Entre 1666 et 1668, maître des requêtes au Parlement de Dole, il participe au nom des Comtois à des négociations avec les cantons suisses pour contrer les visées françaises sur la Franche-Comté. Ces négociations échouent et par opportunisme politique Jean de Watteville prend le parti de Louis XIV et de la France. « Homme d'intrigues » comme le qualifie Saint-Simon, il obtient en quinze jours la capitulation de la province en février 1668 et intervient personnellement dans la reddition de la ville de Gray.  
Les troupes françaises se retirent en mai 1668 après le deuxième Traité d'Aix-la-Chapelle et l'Espagne reprend possession de la Comté : l'abbé de Baume est alors considéré comme un traître. Il se réfugie en France et son procès s'ouvre à Bruxelles au printemps 1671 : ses biens sont confisqués au profit du roi d'Espagne. 
La Franche-Comté est de nouveau en guerre contre les armées de Louis XIV à partir de 1674 et devient française au traité de Nimègue en 1678. Jean de Watteville qui est du parti des vainqueurs rentre alors en possession de tous ses biens et dignités.

## L'abbé de Baume-les-Messieurs

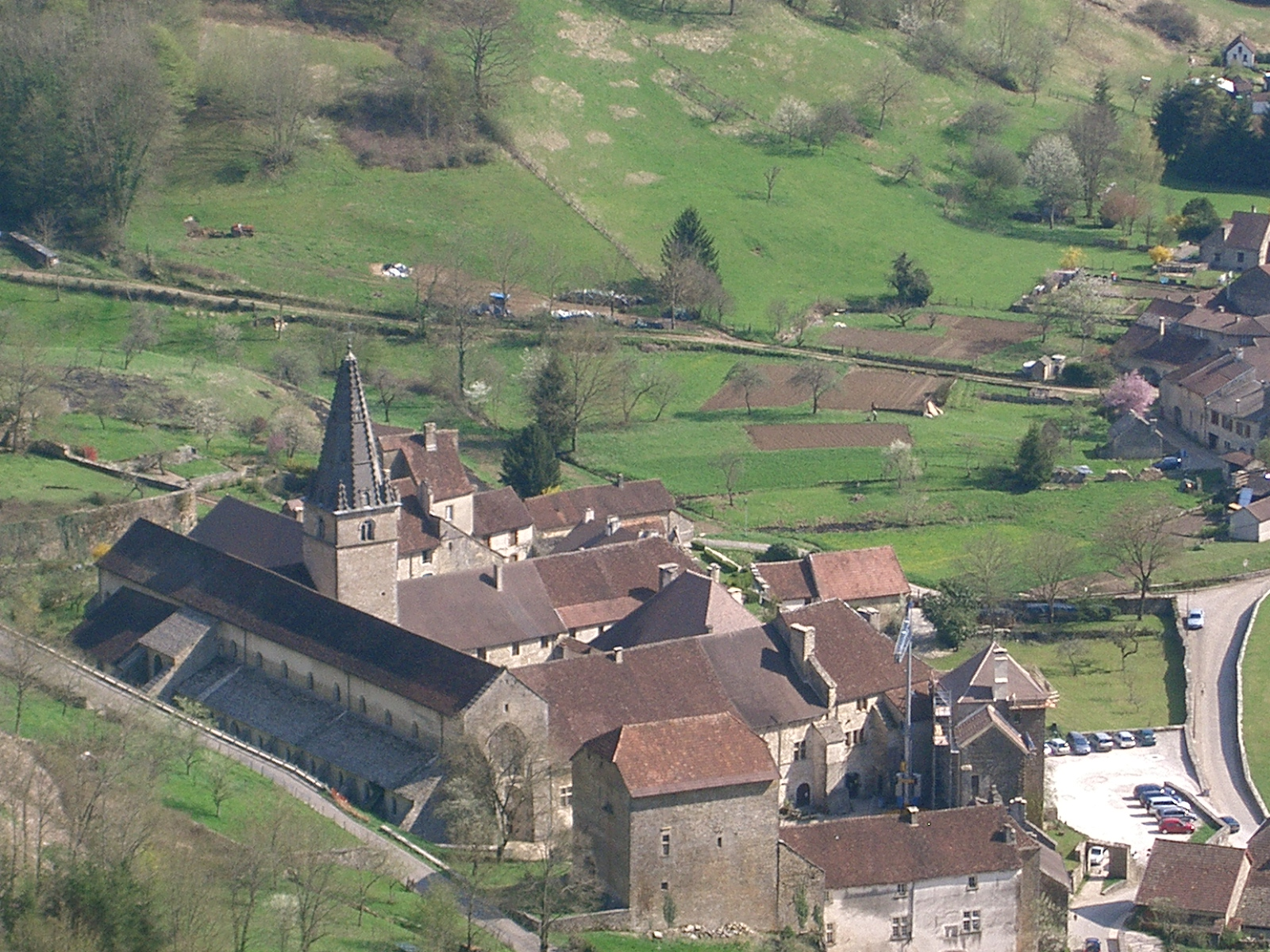
L'abbaye de Baume-les-Messieurs

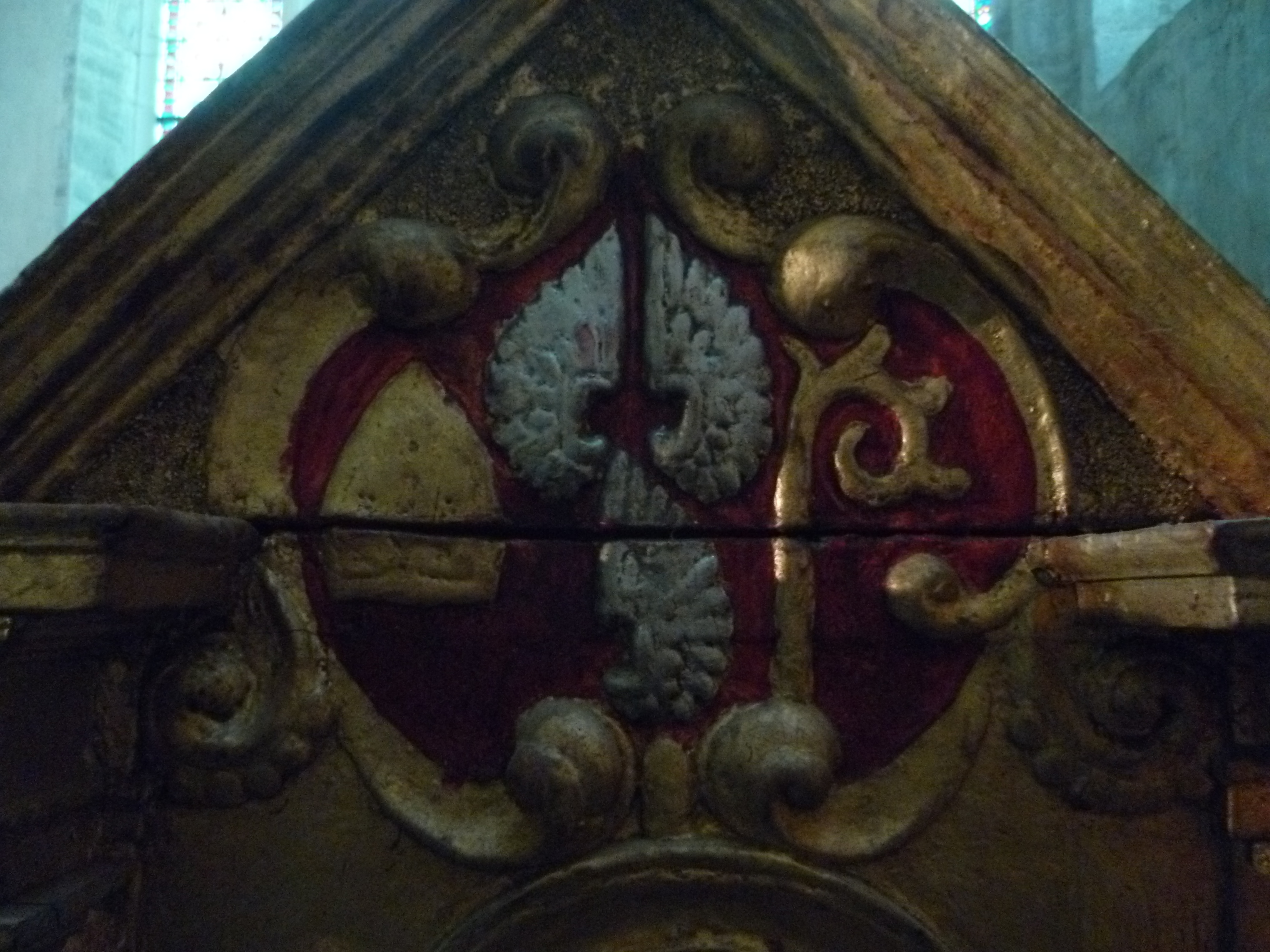
Armes de Jean de Wateville abbé de Baume sur les reliquaires du maître-autel de l'église abbatiale

Dans la deuxième moitié du XVIIe siècle, l'abbaye de Baume-les-Moines se transforme en établissement réservé aux familles nobles de la province et les liens avec l'abbaye mère de Cluny se distendent : elle devient d'ailleurs « Baume-les-Messieurs ». Cette évolution aboutira à la sécularisation de l'abbaye en avril 1759 par une bulle du pape qui transforme les moines en chanoines. 
L'abbaye était en commende depuis longtemps et l'abbé Jean de Watteville y mène une vie de grand seigneur, protégé par le roi Louis XIV : « Il venait rarement à la cour et y était reçu du roi avec considération » note Saint-Simon qui dit aussi par euphémisme qu'il était « Peu châtié dans ses mœurs ». Chicanier et autoritaire, il se fait une réputation d'attachement extrême à ses droits d'abbé de Baume en même temps qu'on le décrit comme jouisseur (on évoque même l'installation d'un harem dans son château de Saint-Lothain sous le couvert d’une maison d’éducation.  
Il transforme en partie les bâtiments de l'abbaye, en particulier le logis de l'abbé, le transept nord et la décoration intérieure de l'église, et fait tailler un escalier dans le fond de la reculée pour rejoindre Crançot. 

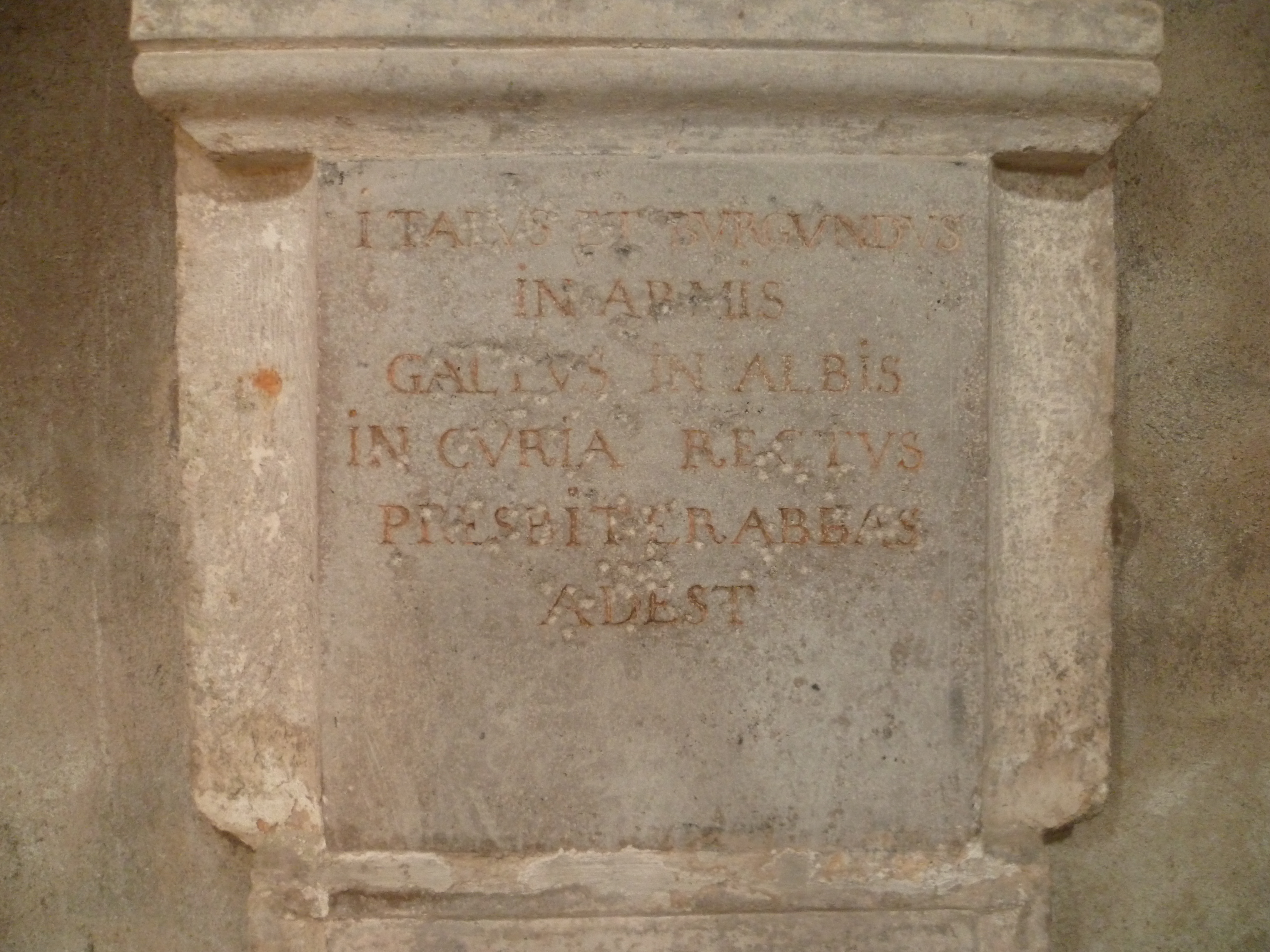
Épitaphe de Jean de Watteville dans l'église abbatiale de Baume-les-Messieurs

Il meurt le 4 janvier 1702 et est inhumé dans l'église abbatiale de Baume-les-Messieurs où a été édifié un imposant tombeau, en grande partie détruit à la Révolution. Son épitaphe qui résume en partie sa vie mouvementée est restée fameuse :

ITALUS ET BURGUNDUS

IN ARMIS

GALLUS IN ALBIS

IN CURIA RECTUS

PRESBYTER ABBAS

ADEST

## Prolongements
- La vie tumultueuse, et sans doute en partie légendaire, a marqué les esprits du temps : Dangeau dans son journal et le duc de Saint-Simon dans ses Mémoires ont fait connaître sa vie et l'abbé de Saint-Pierre a brodé sur cette trame au début du XVIIIe siècle dans le 13e tome de ses Ouvrages de morale et de politique. La mise en avant des aspects scandaleux de la vie de Jean de Watteville est sans doute liée à l'intention de dénigrer l'abbé auquel on ne pardonne pas sa « trahison » de la cause franc-comtoise.

- Balzac dans Albert Savarus, son roman publié en 1842 et qui se déroule à Besançon sous la Restauration, évoque ainsi le « turbulent » personnage comtois : le « fameux Watteville, le plus heureux et le plus illustre des meurtriers et des renégats dont les aventures extraordinaires sont beaucoup trop historiques pour être racontées[18]»
- Il est devenu une figure romanesque, par exemple dans le roman historique de Noël Amaudru L'Abbé de Watteville - 1897 - Société d'éditions scientifiques et littéraires, Paris.